# La Motte-Saint-Martin
Pour les articles homonymes, voir La Motte et Saint-Martin.
La Motte-Saint-Martin est une commune française située dans le département de l'Isère, en région Auvergne-Rhône-Alpes.
Ses habitants sont appelés les Saint-Martinois - Saint-Martinoises.

## Géographie

### Situation et description
La Motte-Saint-Martin est située en bordure du barrage hydraulique de Monteynard et au pied de la montagne Le Senepy. Ce village assez étendu de moyenne montagne repose sur un sous-sol rendu instable par les mines de charbon de la Mure.

### Communes limitrophes
| Monteynard |                          | Notre-Dame-de-Vaux   |
| Avignonet  | La Motte-Saint-Martin    | La Motte-d'Aveillans |
| Marcieu    | Mayres-Savel / Prunières |                      |

### Climat
Pour des articles plus généraux, voir Climat d'Auvergne-Rhône-Alpes et Climat de l'Isère.
En 2010, le climat de la commune est de type climat de montagne, selon une étude du Centre national de la recherche scientifique s'appuyant sur une série de données couvrant la période 1971-2000. En 2020, Météo-France publie une typologie des climats de la France métropolitaine dans laquelle la commune est exposée à un climat de montagne ou de marges de montagne et est dans une zone de transition entre les régions climatiques « Alpes du nord » et « Alpes du sud ». 
Pour la période 1971-2000, la température annuelle moyenne est de 9,4 °C, avec une amplitude thermique annuelle de 17,8 °C. Le cumul annuel moyen de précipitations est de 1 107 mm, avec 9,8 jours de précipitations en janvier et 6,5 jours en juillet. Pour la période 1991-2020, la température moyenne annuelle observée sur la station météorologique de Météo-France la plus proche, « Monestier », sur la commune de Monestier-de-Clermont à 7 km à vol d'oiseau, est de 9,9 °C et le cumul annuel moyen de précipitations est de 1 062,6 mm,. Pour l'avenir, les paramètres climatiques de la commune estimés pour 2050 selon différents scénarios d'émission de gaz à effet de serre sont consultables sur un site dédié publié par Météo-France en novembre 2022.

### Hydrographie
Le Drac, principal affluent de l'Isère sur sa rive gauche, longe la partie occidentale de la commune sur une petite distance, la séparant de la commune d'Avignonet. Cette rivière, parfois qualifiée de torrent, naît dans le Champsaur, dans le département des Hautes-Alpes à un peu plus de 2 000 mètres d'altitude et finit par se jeter dans l'Isère, à la limite nord du territoire de Grenoble et de Fontaine.

### Voies de communication et transport

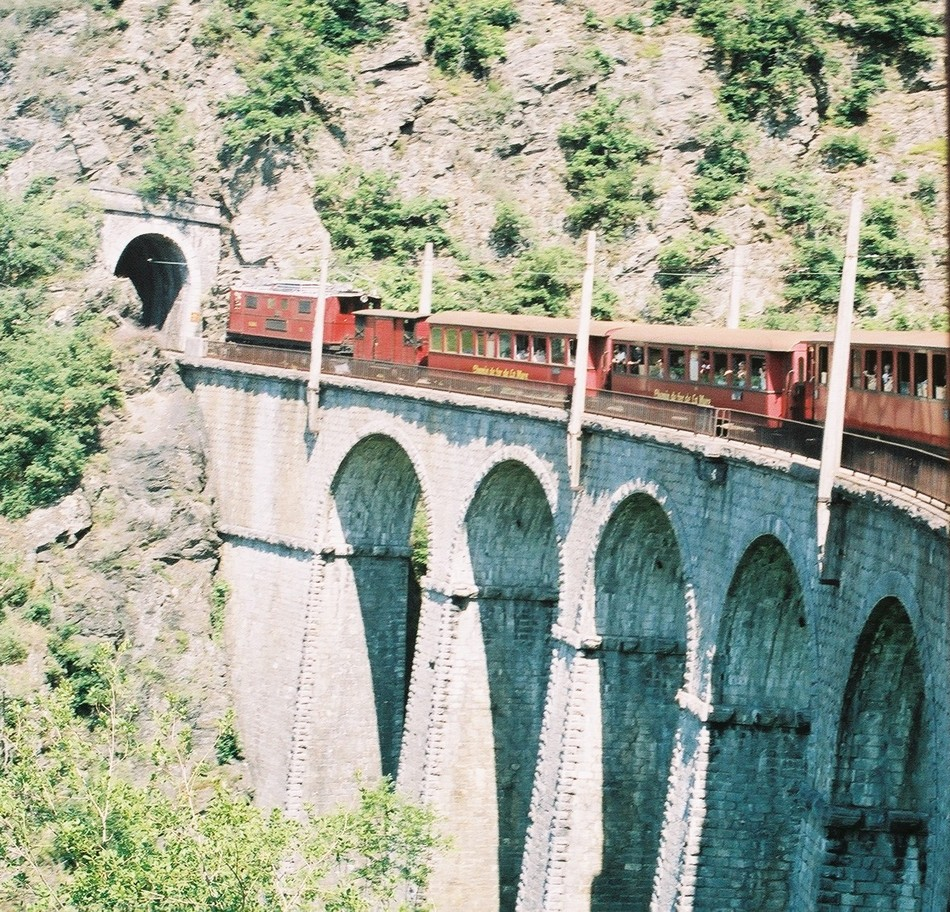
Un des deux viaducs de Loulla, à La Motte-Saint-Martin, sur la chemin de fer de la Mure.

## Urbanisme

### Typologie
Au 1er janvier 2024, La Motte-Saint-Martin est catégorisée commune rurale à habitat dispersé, selon la nouvelle grille communale de densité à sept niveaux définie par l'Insee en 2022.
Elle est située hors unité urbaine. Par ailleurs la commune fait partie de l'aire d'attraction de Grenoble, dont elle est une commune de la couronne,. Cette aire, qui regroupe 204 communes, est catégorisée dans les aires de 700 000 habitants ou plus (hors Paris),.

### Occupation des sols
L'occupation des sols de la commune, telle qu'elle ressort de la base de données européenne d’occupation biophysique des sols Corine Land Cover (CLC), est marquée par l'importance des forêts et milieux semi-naturels (85,2 % en 2018), en diminution par rapport à 1990 (88,1 %). La répartition détaillée en 2018 est la suivante : 
forêts (60,9 %), milieux à végétation arbustive et/ou herbacée (24,3 %), prairies (7,4 %), zones agricoles hétérogènes (6,6 %), eaux continentales (0,8 %). L'évolution de l’occupation des sols de la commune et de ses infrastructures peut être observée sur les différentes représentations cartographiques du territoire : la carte de Cassini (XVIIIe siècle), la carte d'état-major (1820-1866) et les cartes ou photos aériennes de l'IGN pour la période actuelle (1950 à aujourd'hui).

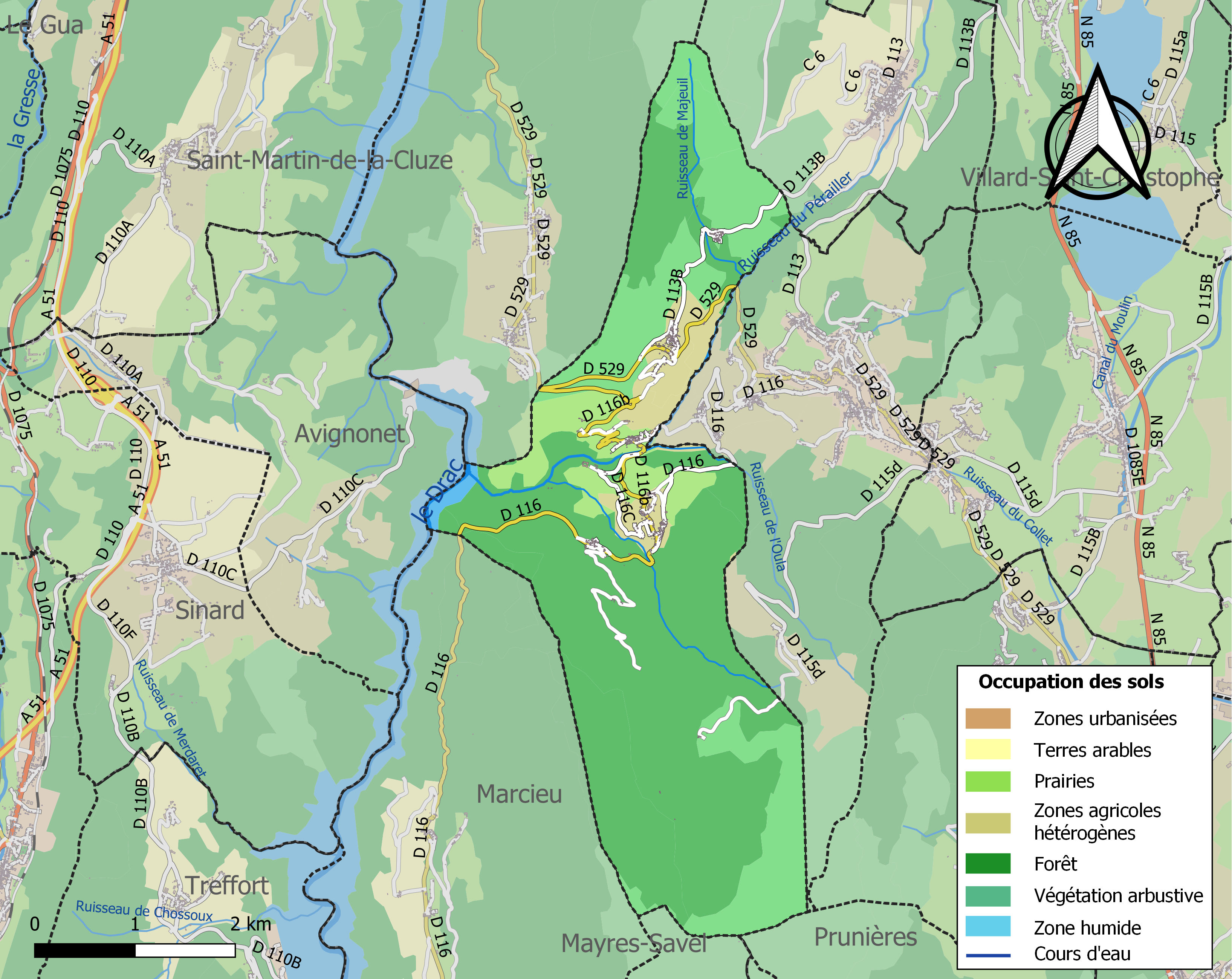
Carte des infrastructures et de l'occupation des sols de la commune en 2018 (CLC).

### Lieux-dits et écarts
- Le Majeuil
- Le Mollard
- Le Vivier
- La Routaz
- La Molière
- Bayardière
- Treffort
- Les Côtes
- Leysson
- Raccord

## Histoire

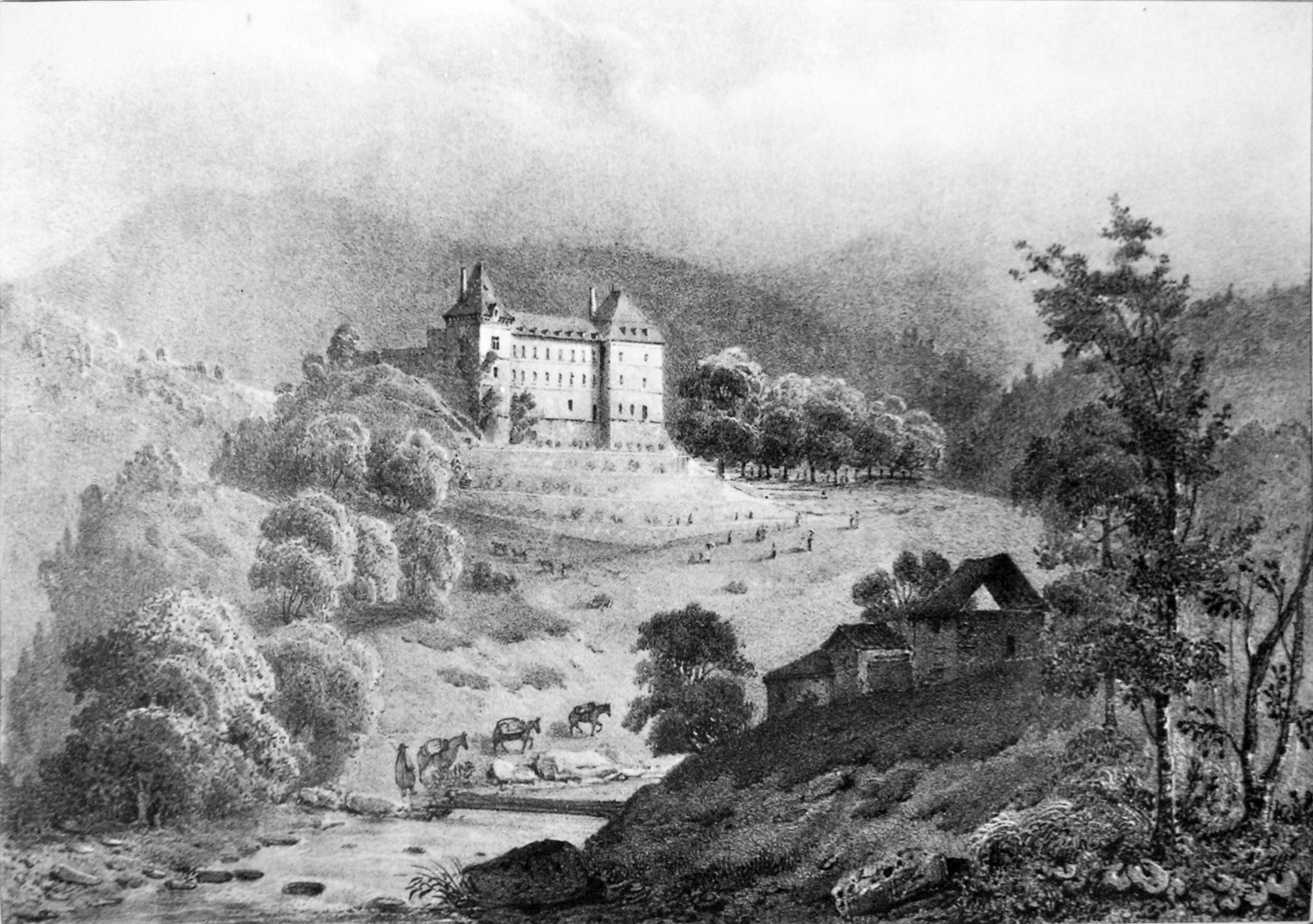
Le château de la Motte-les-Bains au XIXe siècle, par Victor Cassien (1808 - 1893).

Le château de la Motte-les-Bains est une puissante bâtisse érigée à la fin du XVIe siècle par Pierre La Cuisse, principal architecte du château de Vizille, pour Gabriel de Morges,, sur une motte constituée d'une petite arête de calcaire (Lias) et de poudingue vestige d'anciens glaciers. Situé à 30 kilomètres au sud de la ville de Grenoble, à proximité de la basse vallée du Drac, c'est le plus important monument de la région après le château de Vizille. Du Moyen Âge à la Révolution, les grandes familles du Dauphiné se sont succédé dans ce manoir : les Dauphin, les Aynard, les de Morges et les Venterol. Cette ancienne motte castrale[réf. nécessaire] a traversé les âges grâce à son environnement et, surtout, aux sources d'eau chaude auxquelles son histoire est étroitement liée.
Son nom changea à plusieurs reprises au cours des siècles ; au Moyen Âge, il se nommait château de la Motte, à la Renaissance, château de la Motte-Verdeyère et au XIXe siècle château de la Motte-les-Bains.
Durant l'Antiquité, le vallon de la Motte était connu des Romains, qui y avaient établi une voie de communication qui descendait dans la basse vallée du Drac vers les sources d’eau chaude avant d'enjamber la rivière pour rejoindre Avignonet. Ils ont également aménagé près du Drac, le long des parois du canyon, une petite station thermale équipée d'aqueducs et d'une piscine. Ils exploitaient également une mine de cuivre et d’or au lieu-dit le Pérailler, au pied de la Motte dont l'occupation remonte probablement à cette époque. Cette Motte dominant l’accès aux gorges du Drac fut probablement investie à cette époque.
Au XIXe siècle, ce furent les forges qui firent tourner l'économie de ce petit village, en effet des clous y étaient forgés et expédiés dans tout le pays.
Du 1er août 1888 à 1950, la commune était desservie par le chemin de fer de la Mure en gare de La Motte-les-Bains.

## Politique et administration

### Liste des maires
| Période   | Période  | Identité          | Étiquette | Qualité         |
| --------- | -------- | ----------------- | --------- | --------------- |
| 2008      | 2010     | Gérard Robert     |           |                 |
| 2010      | 2014     | Françoise Colonel |           |                 |
| mars 2014 | En cours | Franck Gonnord    | SE-DVD    | Agent technique |

## Population et société

### Démographie
L'évolution du nombre d'habitants est connue à travers les recensements de la population effectués dans la commune depuis 1793. Pour les communes de moins de 10 000 habitants, une enquête de recensement portant sur toute la population est réalisée tous les cinq ans, les populations de référence des années intermédiaires étant quant à elles estimées par interpolation ou extrapolation. Pour la commune, le premier recensement exhaustif entrant dans le cadre du nouveau dispositif a été réalisé en 2006.

En 2022, la commune comptait 454 habitants, en évolution de +3,18 % par rapport à 2016 (Isère : +3,07 %, France hors Mayotte : +2,11 %).
| 1793 | 1800 | 1806 | 1821 | 1831 | 1836 | 1841 | 1846 | 1851 |
| ---- | ---- | ---- | ---- | ---- | ---- | ---- | ---- | ---- |
| 538  | 461  | 512  | 576  | 634  | 678  | 722  | 755  | 724  |

| 1856 | 1861 | 1866 | 1872 | 1876 | 1881 | 1886 | 1891 | 1896 |
| ---- | ---- | ---- | ---- | ---- | ---- | ---- | ---- | ---- |
| 761  | 735  | 808  | 831  | 840  | 880  | 829  | 775  | 772  |

| 1901  | 1906 | 1911 | 1921 | 1926 | 1931 | 1936 | 1946 | 1954 |
| ----- | ---- | ---- | ---- | ---- | ---- | ---- | ---- | ---- |
| 1 030 | 857  | 879  | 818  | 767  | 778  | 753  | 720  | 659  |

| 1962 | 1968 | 1975 | 1982 | 1990 | 1999 | 2006 | 2011 | 2016 |
| ---- | ---- | ---- | ---- | ---- | ---- | ---- | ---- | ---- |
| 590  | 446  | 305  | 340  | 339  | 339  | 396  | 417  | 440  |

| 2021 | 2022 | - | - | - | - | - | - | - |
| ---- | ---- | - | - | - | - | - | - | - |
| 453  | 454  | - | - | - | - | - | - | - |

### Enseignement
La commune est rattachée à l'académie de Grenoble.

### Équipements sportifs
Une piscine découverte est située au cœur du village. Il existe également des cours de tennis en libre accès, jeux de boules, mini-foot et volley à proximité.

### Médias
Historiquement, le quotidien régional Le Dauphiné libéré consacre, chaque jour, y compris le dimanche, dans son édition de Romanche et Oisans, un ou plusieurs articles à l'actualité de la communauté de communes, de son canton, ainsi que des informations sur les éventuelles manifestations locales.
La commune est située sur l'aire de diffusion de radio Ici Isère, une radio publique qui émet sur tout le territoire du département de l'Isère.

### Cultes
La communauté catholique et l'église paroissiale de La Motte-Saint-Martin dépendent de la paroisse Saint Pierre Julien Eymard qui rassemble un grand nombre de villages autour de la cité de La Mure. Cette paroisse est rattachée au diocèse de Grenoble-Vienne.

## Culture locale et patrimoine

### Lieux et monuments

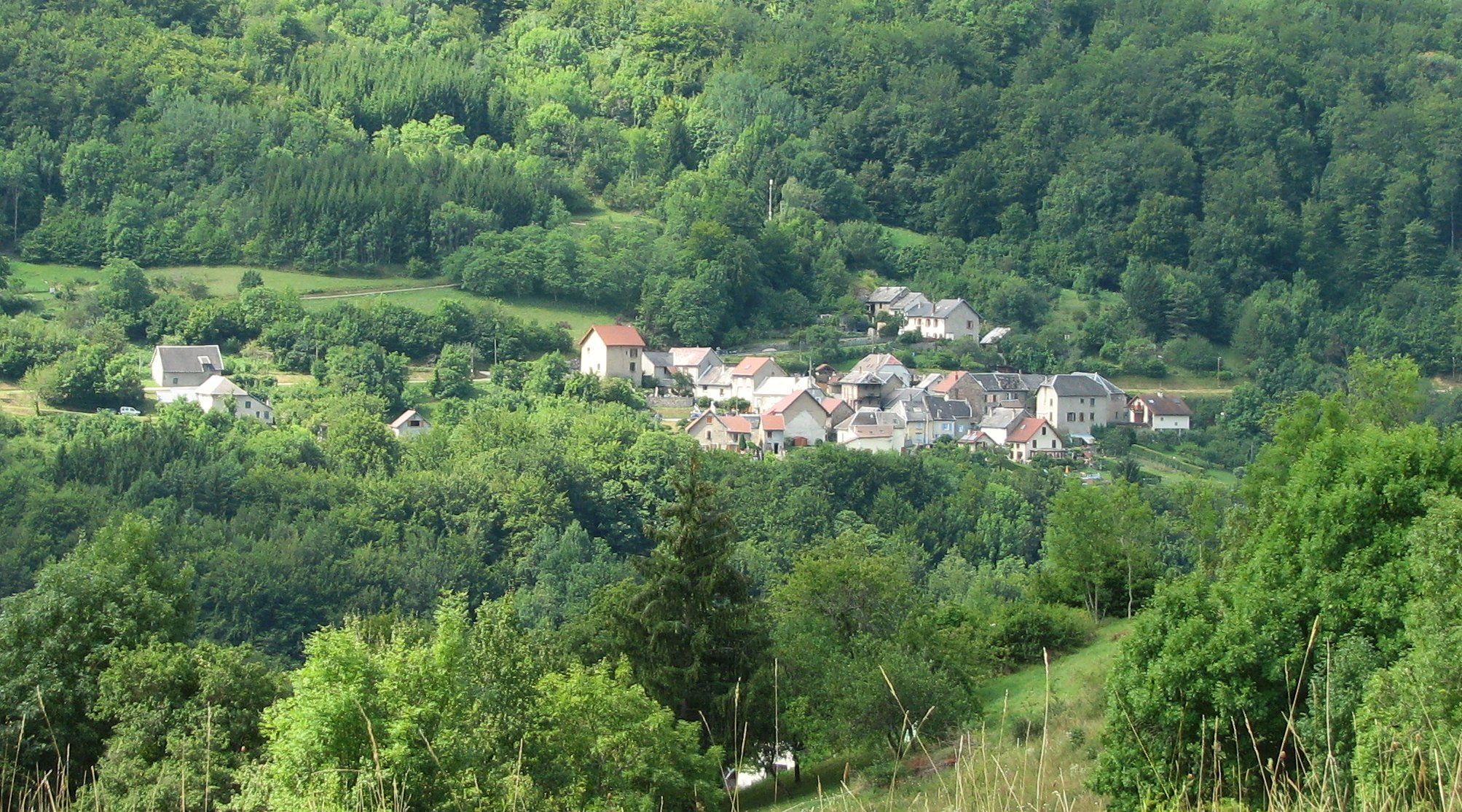
Les Côtes (commune de La Motte-Saint-Martin).

- Château de la Motte-les-Bains, du XIIe siècle, reconstruit aux XVe et XIXe siècles. Il se trouve à la place d'une ancienne motte castrale et du château delphinal[22].

Pendant les années 1980 et 1990, le château fut un centre de l'association Le Patriarche.
- Les thermes de la Motte-les-Bains.
- Les sources d’eau chaude des gorges du Drac.

Les Romains connaissaient les sources ocreuses dans les gorges du Drac, de Savel et de la Motte où, notamment, ils ont construit deux petits aqueducs. L'un apportait l'eau chaude des sources et l'autre l'eau du Drac afin d'obtenir dans la piscine une température agréable. Un premier mur de pierre était surélevé de deux tuyaux formés de tuiles creuses superposées. Le second mur, épais et solide, était constitué de mortier, de chaux, de gravier et de briques rouges. Sur le haut se trouvait une canalisation plus importante recouverte de grandes lauzes schisteuses noires.
Cette antique station thermale avait deux résurgences nommées plus tard la source de la Dame et la source du Puits, dont les eaux jaillissent à des températures respectives de 62° et 58°. Bromo-chlorurée iodique, elle était réputée efficace contre la scrofule.

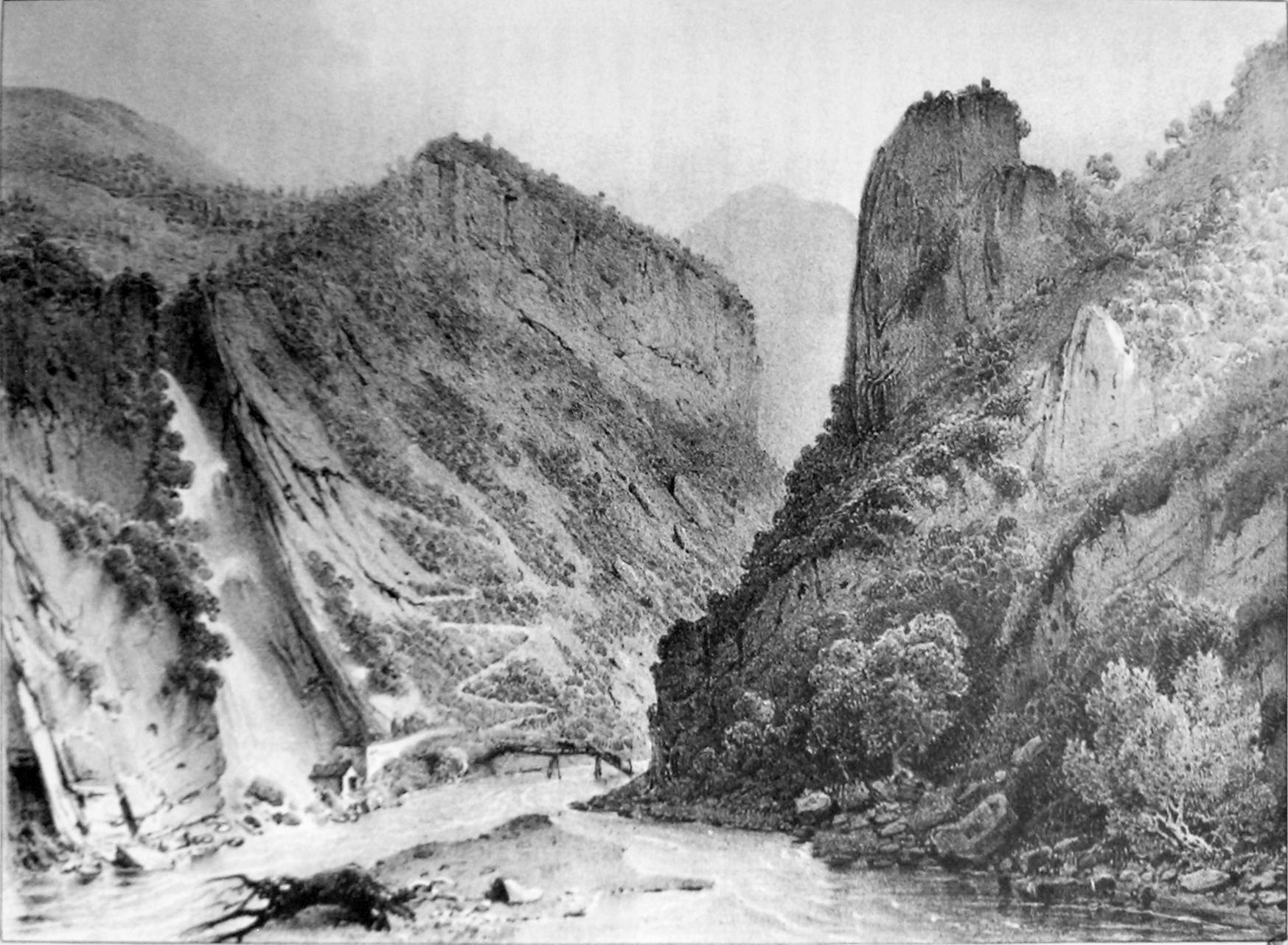
Sources thermales de la Motte au XIXe siècle, par Victor Cassien (1808-1893).

Au XVe siècle, l'eau aurait été remontée à dos de mulet à l'établissement thermal, installé alors au Pérailler. Les curistes les plus fortunés étaient logés à la Bayardière où un riche propriétaire leur procurait la baignoire, des mulets et de l'eau.
Les eaux de la Motte étaient renommées au XVIIIe siècle, en particulier à travers les publications d'un des plus célèbres médecins de l'époque, le docteur Samuel Tissot, de Lausanne. Un projet intitulé « Grenoble, ville d'eaux » consistant à amener jusqu'à Grenoble les eaux de La Motte voit le jour au XIXe siècle avant d'être abandonné.
- Chapelle Notre-Dame-de-la-Délivrance

Une légende du XIIIe siècle raconte qu'un chevalier revenant de Terre sainte, guéri par les eaux minérales, aurait fait édifier la chapelle en l’honneur de la Vierge.
- Mairie-école, labellisée « Patrimoine en Isère »[25].
- Église Saint-Martin de La Motte-Saint-Martin.

### Personnalité liée à la commune
- Joseph Vincent Dumolard, né à La Motte-Saint-Martin le 25 novembre 1766. Homme politique et député pendant la Révolution. Rallié à Napoléon aux Cent Jours.

### Héraldique
|  | La Motte-Saint-Martin possède des armoiries dont l'origine et le blasonnement exact ne sont pas disponibles. |